# Gärten (Holland House)

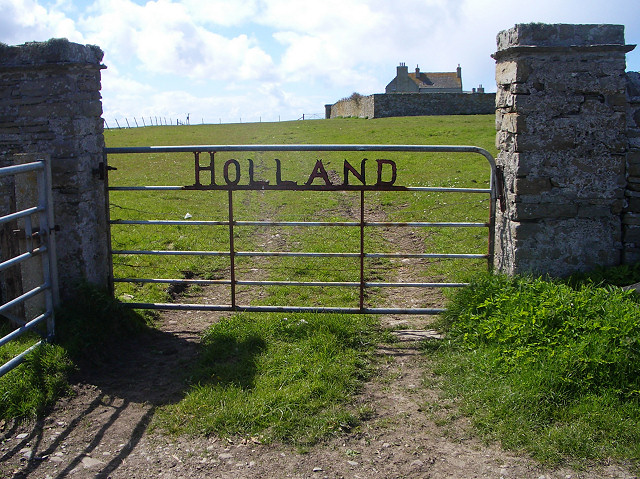
Gärten von Holland House

Die Gärten von Holland House sind eine Gartenanlage auf der schottischen Orkneyinsel Papa Westray. 2001 wurden sie in die schottischen Denkmallisten in der Kategorie C aufgenommen. Zusätzlich bilden sie zusammen mit Holland House und weiteren Außengebäuden ein Denkmalensemble der Kategorie B.

## Geschichte
Der Soldat Thomas Traill erwarb die Ländereien auf Papa Westray im Jahre 1637. Mitte des 17. Jahrhunderts erbaute er die ältesten Teile von Holland House. Traill machte sein Vermögen in der Kelpindustrie (siehe auch Braunalgen#Verwendung). Das Anwesen wurde über Generationen innerhalb der Familie vererbt und verblieb mit Ausnahme einer Phase zwischen 1886 und 1928 bis 1952 durchgängig in ihrem Besitz. Die Gartenanlage stammt aus den 1830er Jahren und ist damit jünger als letzte Ausbaustufe von Holland House.

## Beschreibung
Die Gärten liegen direkt östlich der Lagergebäude von Holland House abseits der Straße. Eine Bruchsteinmauer friedet das längliche Areal ein, das von einer weiteren Mauer in der Mitte längs unterteilt wird. Von der Nordseite führen zwei Holztore an den Außenseiten auf das Gelände, von denen eines eventuell später eingefügt oder verändert wurde. Ebenso verhält es sich bei den Toren durch die mittige Trennmauer. Ein weiterer Eingang am westlichen Ende der Südseite ist heute blockiert. Auf dem eingefriedeten Gelände ragen zwei Schornsteine auf, die möglicherweise der Beheizung der Treibhäuser entlang der Mauer gedient haben. Ob sie jemals betrieben w
oder nur als Zierrat aufgebaut wurden, ist nicht eindeutig geklärt. Das Treibhaus wird über eine teilweise verglaste Holztüre betreten. An der Nordseite ist ein kleiner Heizraum eingerichtet.